# Hlávka (listy)
Hlávka je nahloučení vrcholových listů zkráceného hlavního stonku do kulového či elipsoidního tvaru. Hlávka je cílem šlechtění některých kulturních rostlin pro využití jako listová zelenina. Někdy se obdoba hlávek tvoří i z listů zkrácených větví ("růžičky" u růžičkové kapusty).
Rostliny s vyšlechtěnou hlávkou:
- čeleď brukvovité, rod brukev:

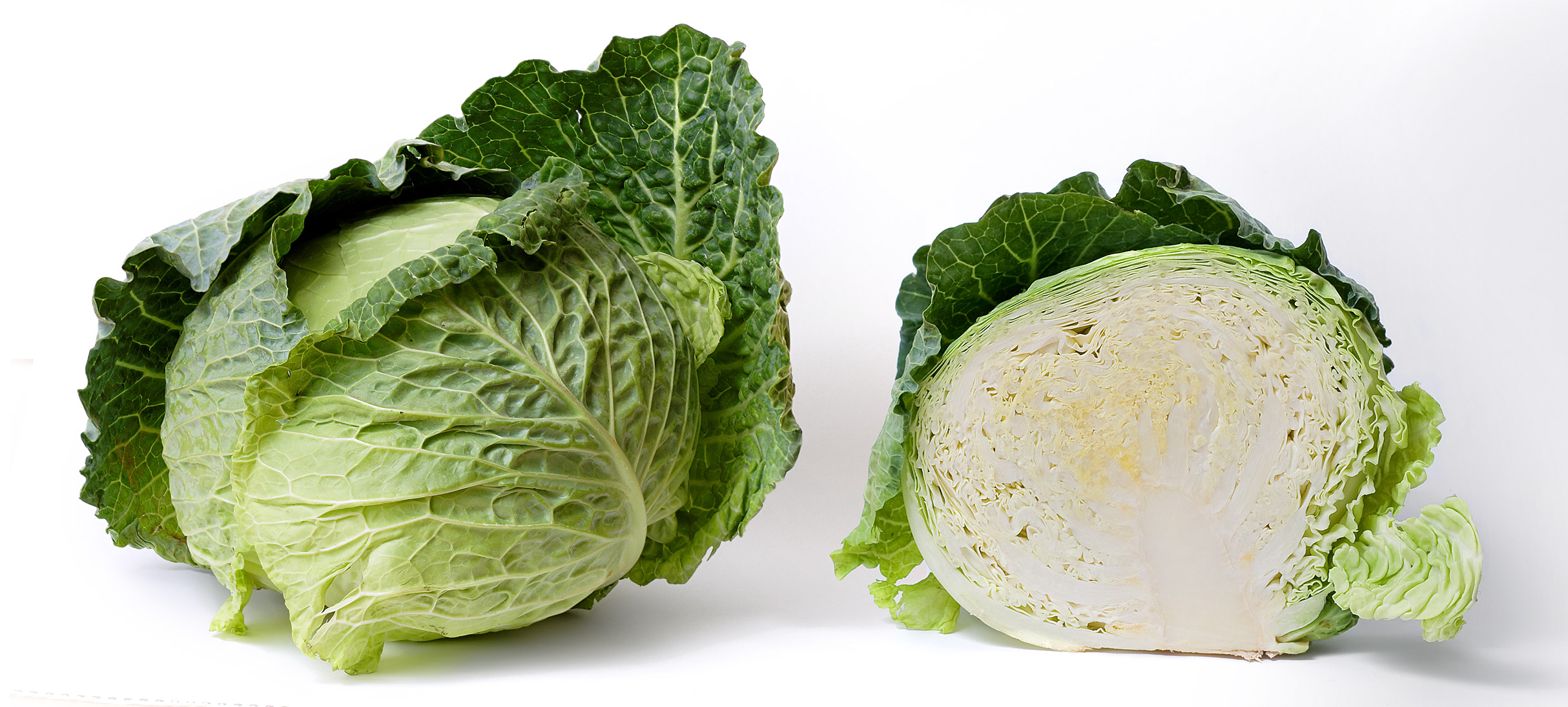
Hlávka bílého zelí - vnější pohled a řez

  - hlávkové zelí (Brassica oleracea var. capitata)
  - hlávková kapusta  (Brassica oleracea var. sabauda)
  - pekingské zelí (Brassica rapa subsp. pekinensis)
- čeleď hvězdnicovité, rody čekanka a locika:
  - čekanka listová (Cichorium endivia var. latifolium)
  - hlávkový salát (Lactuca sativa var. capitata)
  - římský salát (Lactuca sativa var. longifolia)